# Deutsches Amt für Material- und Warenprüfung

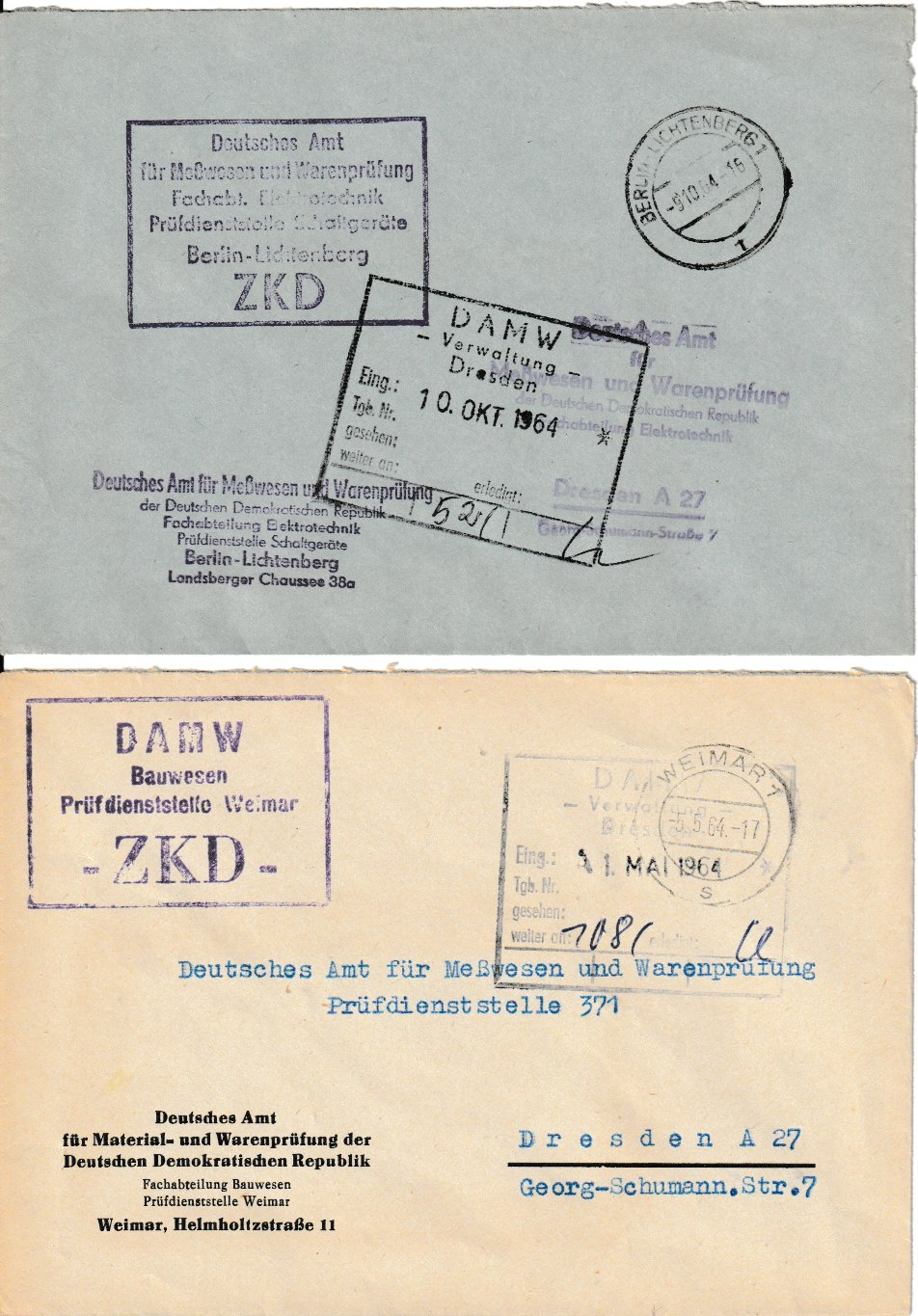
Zwei Briefumschläge des DAMW (oben: Fachabteilung Elektrotechnik, Berlin-Lichtenberg; unten: Fachabteilung Bauwesen, Weimar) per ZKD an das DAMW in Dresden.

Das Deutsche Amt für Material- und Warenprüfung (DAMW) wurde 1950 in der DDR gegründet. Es hatte seinen Sitz in Berlin und war zunächst dem Ministerium für Planung, Hauptabteilung Wissenschaft und Technik unterstellt. Aufgabe des Amtes war es, die Qualität von Industriegütern zu verbessern.
Bereits 1946 wurde von der Sowjetischen Militäradministration (SMAD) eine Prüfpflicht für industrielle Produkte eingeführt. Im damaligen Freistaat Thüringen entstand eine Materialprüfungsanstalt. Im Gegensatz zu vergleichbaren Vorkriegseinrichtungen im Deutschen Reich hatte diese Einrichtung erstmals die Möglichkeit, bereits durch Eingreifen in Herstellungsprozesse Ausschuss zu vermeiden.
Das DAMW war ähnlich wie Industriezweige gegliedert. Die jeweiligen fachlich ausgerichteten Prüfstellen wurden in der Nähe der jeweiligen Hauptproduktionsstätten für die betreffenden Güter eingerichtet, z. B. in Halle für chemische Technik und in Freiberg für Kautschuk, Kunstharze und Leder. Im Versuchs- und Prüfamt für Fahrzeugtechnik des DAMW in Berlin-Johannisthal wurde 1951 das Staatliche Rennkollektiv eingerichtet, das mit der Entwicklung und dem Einsatz von Rennsportwagen betraut, bereits im darauffolgenden Jahr aber dem Industrieverband Fahrzeugbau angegliedert wurde.
Wesentliche Richtlinien für die vielfältigen Prüftätigkeiten stellten ab 1955 die Technischen Normen, Gütevorschriften und Lieferbedingungen (TGL) dar, welche bei dem 1954 gegründeten  Amt für Standardisierung (AfS) der DDR erarbeitet wurden.
1964 wurde das DAMW mit dem Deutschen Amt für Meßwesen (DAM) zum Deutschen Amt für Meßwesen und Warenprüfung zusammengelegt und für die neue Einrichtung mit erweiterten Aufgaben das Kürzel DAMW weiter benutzt.

## Präsidenten des DAMW
- bis 1961: Max Rüffle
- 1961 bis 1964: Helmut Lilie (1923–2025)[1]

## Betriebsstellen (Auswahl)
- Bad Blankenburg (Außenstelle 36): Prüfdienststelle Schwachstromtechnik
- Berlin, Mühlenstraße 17: Fachabteilung Bauwesen, Prüfdienststelle Baustoffe
- Berlin (W 8): Bezirkseichamt Groß-Berlin
- Berlin-Lichtenberg, Landsberger Chaussee 38 a: Fachabteilung Elektrotechnik, Prüfdienststelle Schaltgeräte
- Dresden, Georg-Schumann-Straße 7: Fachabteilung Elektrotechnik
- Erfurt: Fachabteilung Holz- und Kulturwaren, Prüfdienststelle
- Erfurt, Neuwerkstraße 45–46: Prüfdienststelle Wissenschaftlicher Gerätebau, Arbeitsgruppe Datenverarbeitungs- und Büromaschinen
- Freiberg: Prüfstelle für Kautschuk, Kunstharze und Leder
- Gera, Karl-Schurz-Straße 7: Fachabteilung Textil, Prüfdienststelle Gera
- Glauchau, Ernst-Thälmann-Straße 33: Fachabteilung Textil
- Halle (Saale)-Trotha, Köthener Straße 33: Fachabteilung Technische Chemie
- Ilmenau, Unterpörlitzer Straße 2: Bezirkseichamt Suhl in Ilmenau
- Jena, Jenertal 4: Fachabteilung Elektrotechnik, Prüfdienststelle Wissenschaftlicher Gerätebau
- Karl-Marx-Stadt, Henriettenstraße 25: Prüfdienststelle Bekleidung und Wäsche
- Magdeburg: Fachabteilung Bauwesen
- Stralsund, Seestraße 10: Prüfdienststelle für technische Schiffsausrüstung
- Weimar, Helmholtzstraße 11: Fachabteilung Bauwesen
- Zwickau, Talstraße 6: Bereich Warenprüfung